# ريدرز دايجست
ريدرز دايجست (بالإنجليزية: Reader's Digest)‏ ونسختها العربية (المختار) هي مجلة أمريكية شهرية صدر العدد الأول منها عام 1922، وصلت إصداراتها إلى 50 نسخة في 21 لغة، ولا تزال في 70 بلداً، مما يجعلها أكبر مجلة مدفوعة تداولا في العالم. صدرت الإصدارات العربية منها في سبتمبر 1943 في مصر، وألغي ترخيصها بعد ذلك. ثم أعيد نشر الإصدار العربي باسم «المختار»، بعد أن باعها رجل الأعمال الأميركي فريديريك بيتيرا إلى وزير الخارجية اللبناني آنذاك لوسيان دحداح سنة 1976، الذي سرعان ما اتفق مع ناشر جريدة النهار تحت اسم المختار. ورغم الإفلاس والحماية القضائيّة والفترة المتبقية لها وخساراتها المادية الكبيرة، إلاّ أن ريدرز دايجست أدركت أن عليها الإستمرار كأيقونة الصحافة الأميركية والعالمية، وأن تواكب الزمن وتدخل عالم الأنترنت وتتفاعل أكثر مع قرائها. وقد بدأ خط بيانها التنازلي منذ العام 1995 مع بدء التنافس الإلكتروني، مع أنها بقيت من أكثر المجلات قراءة في العالم العربي.
في أغسطس 2009 أعلنت الشركة الناشرة لمجلة «ريدرز دايجست»، أنها تنوي وضع نفسها تحت حماية قانون الإفلاس الأمريكي، وذلك بالاتفاق مع دائنيها الرئيسيين.